# مصر في الألعاب البارالمبية الصيفية 1976
شاركت مصر في الألعاب البارالمبية الصيفية 1976 في تورونتو بكندا، واحتل الوفد الرياضي المصري المركز 20.

## مقالات ذات صلة
- مصر في الألعاب الأولمبية الصيفية 1976